# Școala Specială Militară de la Saint-Cyr
Școala Specială Militară este o instituție militară franceză de învățământ superior care asigură formarea inițială a ofițerilor din armata franceză.
A fost creată prin ordinul dat de primul consul Napoleon Bonaparte la 11 floréal X (calendarul republican), respectiv 1 mai 1802 (calendarul gregorian), și, după ce acesta devine împărat, instituția ia numele Școala Specială Imperială Militară.
În fiecare an, școala formează aproximativ 200 de ofițeri.